# 飞毛腿冈萨雷斯 (电影)
飞毛腿冈萨雷斯是1955年菲兹·菲尔勒与霍利·普拉特制作的一部短电影。

## 剧情
墨西哥边境线上，一群面黄肌瘦的小老鼠对着奶酪工厂望眼欲穿，然而他们不能靠近，因为邪恶的傻大猫经常在附近巡逻。在敢死队队员接二连三的失败下，他们求助于当地最快老鼠飞毛腿冈萨雷斯。它与傻大猫展开了一场精彩的奶酪大战，最终大获全胜。这部卡通片荣获1956年奥斯卡最佳动画短片奖。